# バティニョールおじさん
『バティニョールおじさん』(Monsieur Batignole)は、2002年公開されたフランス映画。製作・脚本・監督・主演：ジェラール・ジュニョ、出演：ジュール・シトリュック他。
独軍占領下のフランスの微妙な立場を、平凡な市民である主人公に重ね合わせて、ナチ・仏当局・レジスタンス・ユダヤ人迫害などの政治状況の間で翻弄される様を描く。

## あらすじ
舞台は1942年ナチ占領下のフランス。お人好しの中年男バティニョールは惣菜屋を営んでいたが、ナチに協力的な娘婿の策謀で、隣家のユダヤ人のバーンスタイン一家の摘発に関わってしまう。それがきっかけとなり、ドイツ軍とも親密になり、ユダヤ人家族の豪華なアパートまで手に入れたパティニョールだったが、それを場違いと感じる彼は、他の家族と違い新しい生活に馴染めないでいた。そんな中、ドイツ将校を招いたパーティーの最中、バーンスタイン家の息子のシモンが1人逃げ帰ってきた。バティニョールは彼を屋根裏部屋にかくまうことにしたのだったが…。

## キャスト
| 役名             | 俳優                       | 日本語吹替 |
| ---------------- | -------------------------- | ---------- |
| バティニョール   | ジェラール・ジュニョ       | 野島昭生   |
| シモン           | ジュール・シトリュク       | 高山みなみ |
| マルグリット     | ミシェル・ガルシア         | さとうあい |
| ピエール・ジャン | ジャン＝ポール・ルーヴ     | 咲野俊介   |
| ミシュリーヌ     | アレクシア・ポルタル       | 甲斐田裕子 |
| スプライヒ大佐   | ゲッツ・ブルガー           | 斎藤志郎   |
| イレーヌ         | エリザベス・コメリン       | 野沢由香里 |
| バーンスタイン   | サム・カーマン             | 青山穣     |
| マルタン         | ダミアン・ジュイユロ       | 本田貴子   |
| サラ             | ヴィオレット・ブランカエル | 新井里美   |
| ギラ             | ダフネ・ベヴィール         | 小林由美子 |

- その他の声の吹き替え：相沢正輝／柳沢栄治／庄司由季／川村拓央／青山桐子／遠藤真／岐部公好／鈴木貴征／飯島肇